# SM 프라임 홀딩스
SM 프라임 홀딩스(영어: SM Prime Holdings, Inc.)은 필리핀의 기업이다.

## 같이 보기
- SM 슈퍼몰